# 홍릉천
홍릉천(洪陵川)은 경기도 남양주시 금곡동 백봉산에서 발원하여 일패천과 율석천을 합류시킨 뒤 남양주시 다산동과 삼패동의 경계에서 한강으로 합류하는 지방하천이다. 이름은 상류에 홍릉이 있어 유래하였다.상류구간은 복개되어 도로로 사용되고 있다.